# تودو تاکاتورا
تودو تاکاتورا (به ژاپنی: 藤堂高虎 Tōdō Takatora); (۱۶ فوریهٔ ۱۵۵۶ – ۹ نوامبر ۱۶۳۰) یک سیاست‌مدار اهل ژاپن بود. وی پدرخوانده تودو تاکایوشی بود.
تودو تاکاتورا به سرعت تحت تویوتومی هیده‌ناگا، برادر کوچکتر 
تویوتومی هیده‌یوشی ارتقاء یافت . او به عنوان فرمانده در تهاجم هیده‌یوشی به کره (۱۵۹۸–۱۵۹۲) شرکت کرد. قلمروی اربابی او در آن زمان ولایت ایو - اواجیما، اهیمه بود. در دوره ادو ، ثروت هر تیول به عنوان یک حجم از تولید برنج ککو اندازه گیری می شد. -اواجیما  ۷۰٬۰۰۰ ککو ارزیابی شد.
در نبرد سکیگاهارا در سال ۱۶۰۰ ، اگرچه او یکی از ژنرال های اصلی تویوتومی بود ، اما از توکوگاوا ایه‌یاسو جانبداری کرد. پس از جنگ به او یک تیول اربابی بزرگتر داده شد ، ایماباری، اهیمه. بعداً وی فرماندار تسو قلمروی تسو شد که همراه با زمین های ولایت ایگا و  ولایت ایسه ارزشی بالغ بر  ۳۲۰٬۰۰۰ ککو داشت.